# Zamzaraj
Zamzaraj (persiska: زمزرچ, زمزرج) är en ort i Iran.   Den ligger i provinsen Kerman, i den centrala delen av landet, 800 km sydost om huvudstaden Teheran. Zamzaraj ligger 2 062 meter över havet och antalet invånare är 102.
Terrängen runt Zamzaraj är platt åt sydväst, men åt nordost är den kuperad. Runt Zamzaraj är det glesbefolkat, med 16 invånare per kvadratkilometer. Närmaste större samhälle är Osţūr, 2,5 km söder om Zamzaraj. Omgivningarna runt Zamzaraj är i huvudsak ett öppet busklandskap.